# Rajko Velikonja
VELIKONJA Rajko rojen 28.06.1961 Postojna, bivališče Solkan, Nova Gorica
- leta 1979 končal policijsko šolo
- 1980  do 1982 policist
- 1982 do 1986 vojaška akademija VA KoV Beograd in Sarajevo
- 1986 do 1990 služboval v policiji. inšpektor za posebne enote policije
- 1990 sodeloval v Manevrski strukturi narodne zaščite
- 1991 aktivni udeleženec v osamosvojitveni vojni
- 1991 do 1998 načelnik 6. izpostave OVS
- 1998 do 1999 IOVS 2.OPP SV Postojna
- 1999 GŠSV, načrtovalec uporabe SV do 2000
- 2001 do 2004 načelnik odseka pehote v GŠSV
- vodja projekta "LKOV Valuk"
- vodja projekta "Bojevnik 21. stoletja"
- vodja projekta "Lahka pehotna oborožitev"

## Odlikovanja
- zlata medalja generala Maistra z meči
- udeleženec in nosilec treh bojnih znakov
- spominski znak VOMO
- spominski znak KANAL
- spominski znak Obranili domovino
- bronasta medalja SV